# Hydriomena manzanita
Hydriomena manzanita là một loài bướm đêm trong họ Geometridae.